# Heidelberger Schicksalsbuch

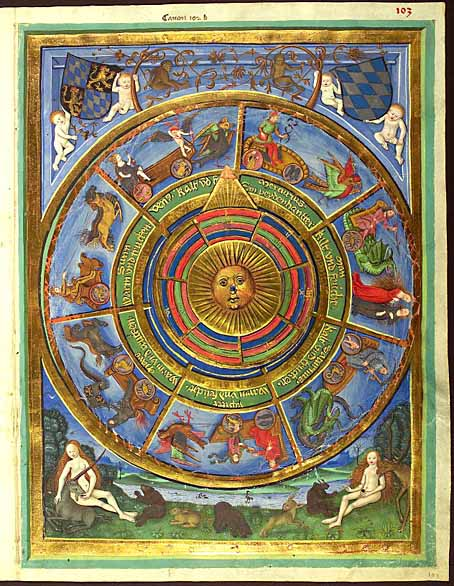
Abbildung aus dem Heidelberger Schicksalsbuch, Astrolabium (Universitätsbibliothek Heidelberg, Cod. Pal. germ. 832, Fol. 103r).

Das Heidelberger Schicksalsbuch ist eine Pergamenthandschrift, die nach 1491 in Regensburg angefertigt wurde und als Teil der ehemaligen Bibliotheca Palatina in der Heidelberger Universitätsbibliothek aufbewahrt wird (Cod. Pal. germ. 832). Auf 275 Seiten behandelt die bebilderte Handschrift Themen der Astrologie und Magie, basierend auf dem Gedankengut der spätmittelalterlichen, abendländischen Bevölkerung. Auf Blatt 103 sowie auf dem hinteren Deckel findet sich ein drehbares Papierastrolabium.
Die Handschrift ist ein bedeutendes Zeugnis für die damals hochentwickelte Miniaturmalerei, die in zahlreichen Abbildungen durch die Federn von Berthold Furtmeyr und (vermutlich) dem Regensburger Maler Thomas Schilt zum Ausdruck kam. Die reiche Ausstattung des Codex legt nahe, dass es sich um eine Auftragsarbeit aus den Reihen des wohlhabenden Adels handelte. Konkret werden der pfälzische Kurfürst Philipp der Aufrichtige und seine Frau Margarete von Bayern-Landshut als Auftraggeber vermutet.

## Inhalt
Das Schicksalsbuch enthält nachstehende Beiträge führender Wissenschaftler damaliger Zeit:
f. 1v: Inhaltsverzeichnis

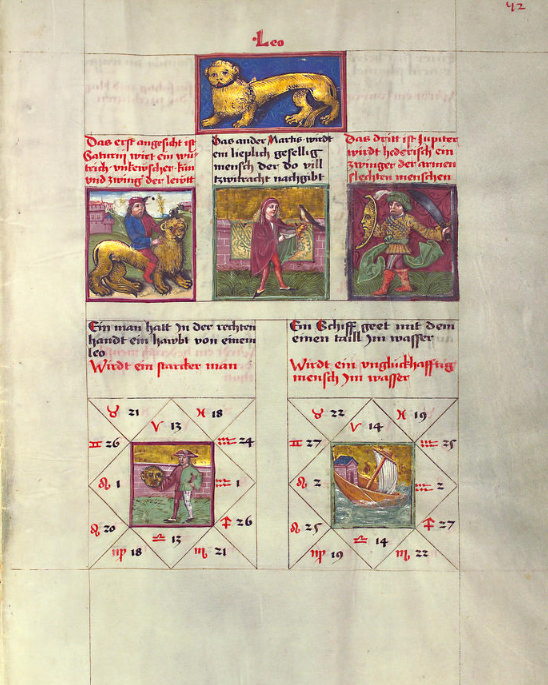
Titelseite zum Tierkreis Löwe (Fol. 52r).

f. 1v-27r: Astrologischer Monatskalender nach Regiomontanus, bebildert durch B. Furtmeyr

f. 28r-33r: Erläuterungen zum Gebrauch des Kalenders sowie für das Astrolabium planum

f. 36r-83v: Johannes Angelus nach Pietro d’Abano (?): Astrolabium planum, illustriert, dt.

f. 84r-92r: Von den 36 Sternbildern nach Michael Scotus

f. 92v-98r: Von den zwölf Tierkreiszeichen

f. 98v-101v: Von den Planeten und ihren Kindern, (Planetenkinder)

f. 102rv: Darstellung zur Bestimmung der Planetenstunden; Anweisung zur Benutzung des nachfolgenden Drehbildes Astrolabium

f. 103r: B. Furtmeyr: Ganzseitiges Astrolabium mit drehbarer Scheibe zur Bestimmung der Planetenstunden

f. 104r-105v: Die vier Complexionen

f. 106r-108r: Die vier Elemente

f. 108v: Ein Windschema mit Erläuterungen

f. 110r-116r: Das Traumbuch

f. 118v-119r: Abbildung zweier Instrumente zur Bestimmung der Temporalstunden aus Regiomontanus, Calendarium deutsch

f. 120r-125v: Sandkunst der 16 Richter

f. 127r-129r: Guido Bonatti, Astrologie, dt. mit Rotae

f. 137r-233v: Johannes Hartlieb, Namenmantik

f. 137r-233v: Geomantie, mit Auszügen von Johannes Hartlieb (?)

f. 244r-248r: Astrologischer Jagdtraktat; Planetenstunden

f. 248r-259r: Mondwahrsagenbuch nach den 28 Mansionen; Beschreibung eines Kalendars

f. 259v-271v: Traktat zur Prognostik

- Rückendeckel Astrolabium mit drehbarer Scheibe und Zeiger
Die nicht genannten Seiten sind leer.

## Faksimile
Das Heidelberger Schicksalsbuch – >Astrolabium planum<, Codex Palatinus Germanicus 832 der Universitätsbibliothek Heidelberg. Insel Verlag, Frankfurt am Main 1981. Im Jahr 2010 brachte Frölich & Kaufmann Verlag und Versand GmbH, Berlin, noch eine Sonderaufbindung des Faksimile-Teils mit den Tierkreiszeichen, Bl. 36–83, einschließlich Kommentar heraus.